# Symmetrische waterstofbrug

Structuurformule van het bifluoride-anion, het typevoorbeeld van een symmetrische waterstofbrug.

Een symmetrische waterstofbrug is een bijzonder type waterstofbrug waarbij een proton (H+) exact in het midden tussen twee identieke atomen gebonden is. Dit type binding bezit een hoge mate van directionaliteit en is een stuk sterker dan de conventionele intermoleculaire krachten. De bindingssterkte is vergelijkbaar met die van een covalente binding.
De symmetrische waterstofbrug is een voorbeeld van een 3-center-4-elektronbinding en wordt aangetroffen in ijs onder hoge druk, alsook bij de meeste watervrije zuren in vaste fase (onder andere waterstoffluoride en mierenzuur). In het bifluoride-anion komt de binding ook voor.
Op kwantummechanisch vlak is de symmetrische waterstofbrug een buitenbeentje, omdat waterstof omringd is door 4 elektronen (in plaats van de normale 2).